# 3357 Tolstikov
3357 Tolstikov (1984 FT) là một tiểu hành tinh vành đai chính được phát hiện ngày 21 tháng 3 năm 1984 bởi A. Mrkos ở Klet.
Was named in honour thuộc Yevgeny Tolstikov.